# Jüdischer Friedhof (Toszek)
Der Jüdische Friedhof von Toszek (Tost) (Oberschlesien, Polen) wurde im 19. Jahrhundert angelegt und befindet sich im Osten der Stadt an der Ulica Wielowiejska. Der Friedhof hat heute eine Größe von 0,2 Hektar.

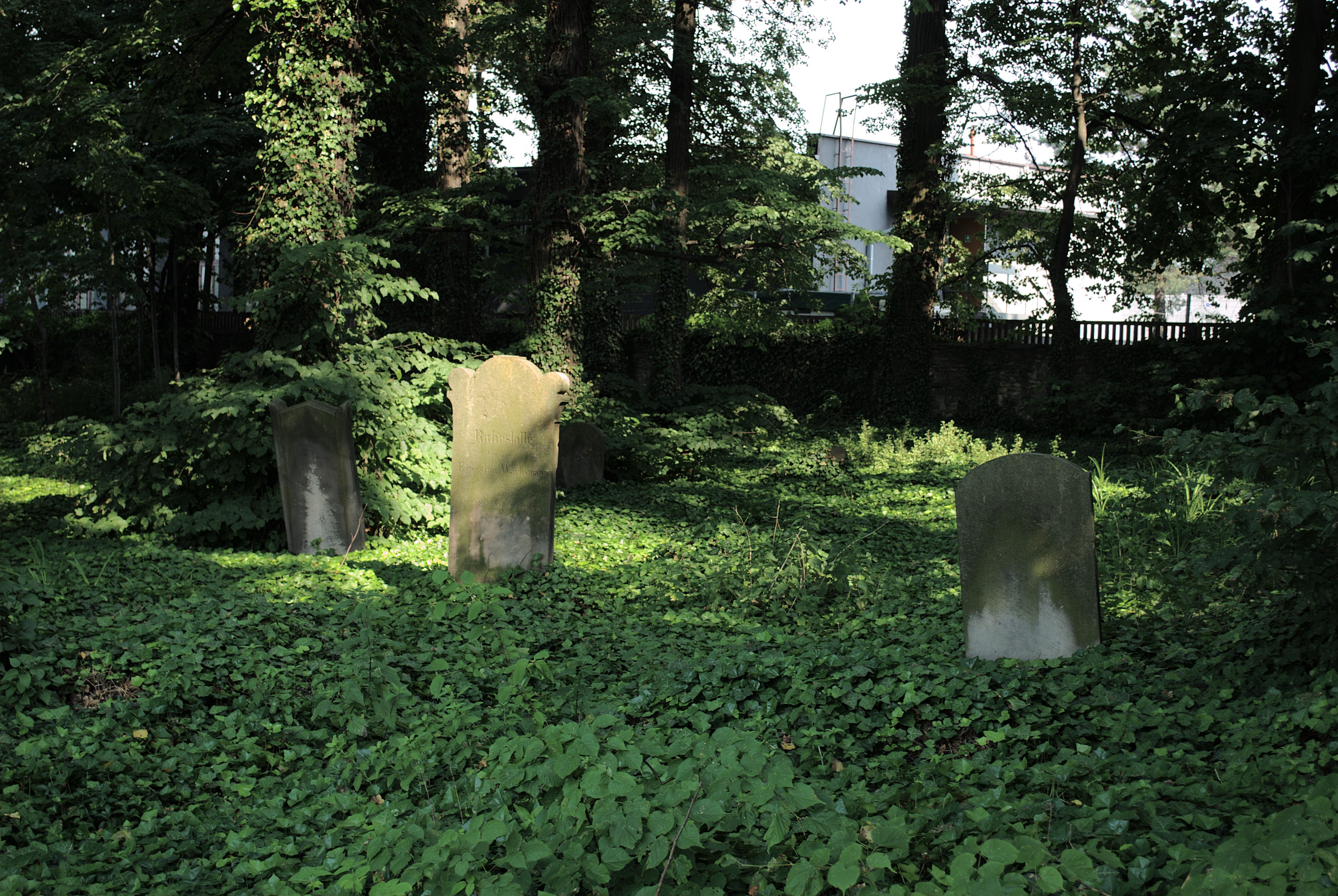
Jüdischer Friedhof

## Geschichte

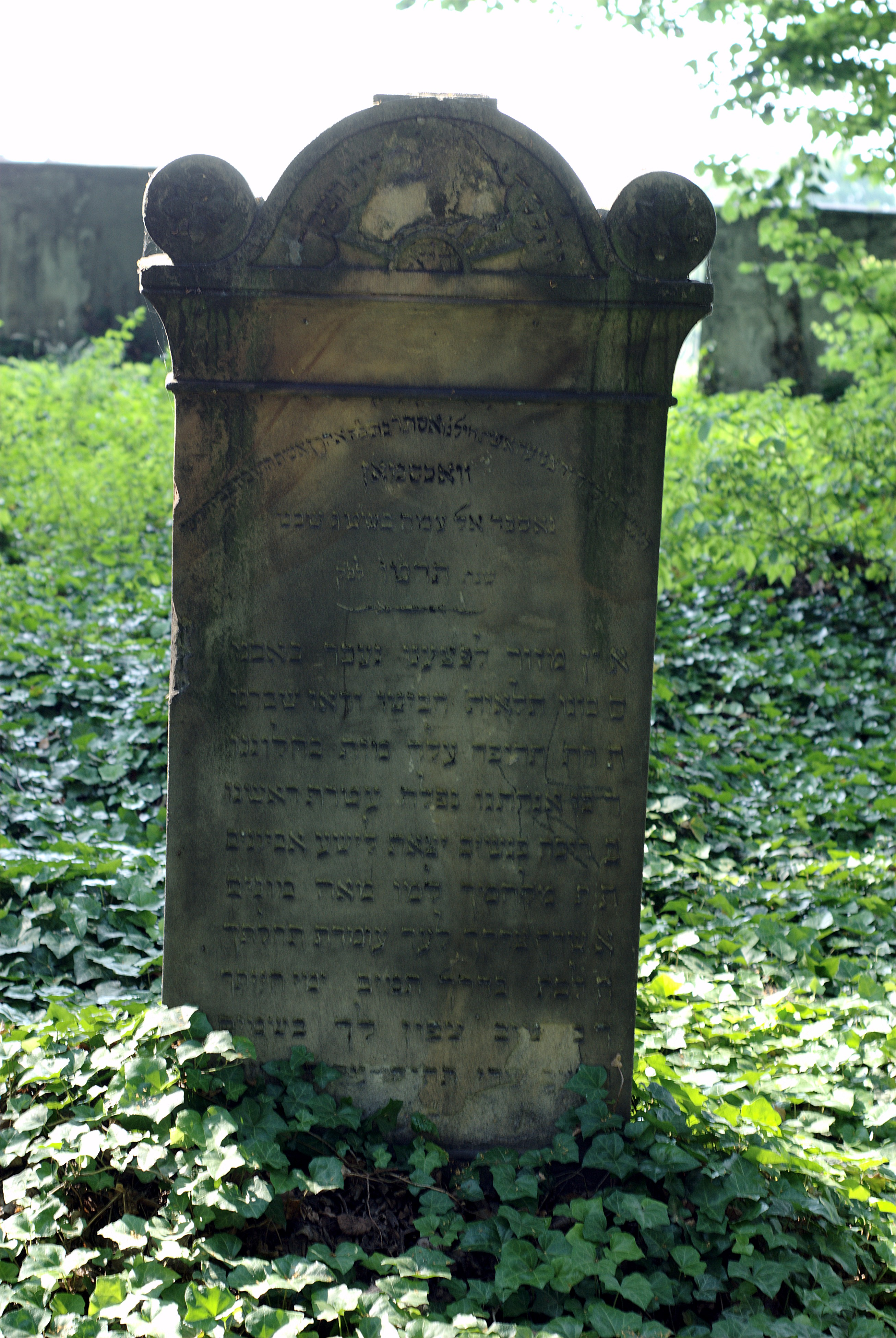
Grabstein

Die Toster Juden, die sich 1836 eine Synagoge in der Altstadt von Tost erbauten, stammten aus dem Nahe gelegenen Ort Langendorf. Dort ließen sie anfangs auch weiterhin ihre verstorbenen Angehörigen auf dem jüdischen Friedhof begraben. In der ersten Hälfte des 19. Jahrhunderts ließen die Juden dann auch einen Friedhof in Tost anlegen.
Kurz nach dem Zweiten Weltkrieg wurden auf dem jüdischen Friedhof etwa 1000 Todesopfer des NKWD-Lagers in Tost begraben.
Der Friedhof wird heute von einer Mauer umgeben. Acht stehende jüdische Grabsteine sind bis heute erhalten. Sie haben Inschriften auf Deutsch und Hebräisch. Darunter sind die Grabsteine von Friedericke Fränkel, Ernestine Wachsmann und Jenny Wolff. Heute finden keine Beerdigungen mehr auf dem Friedhof statt. 2006 wurde der Friedhof auf Initiative eines Geschichtslehrers aus Wielowieś durch örtliche Schüler gepflegt.